# Bianchini (cráter marciano)

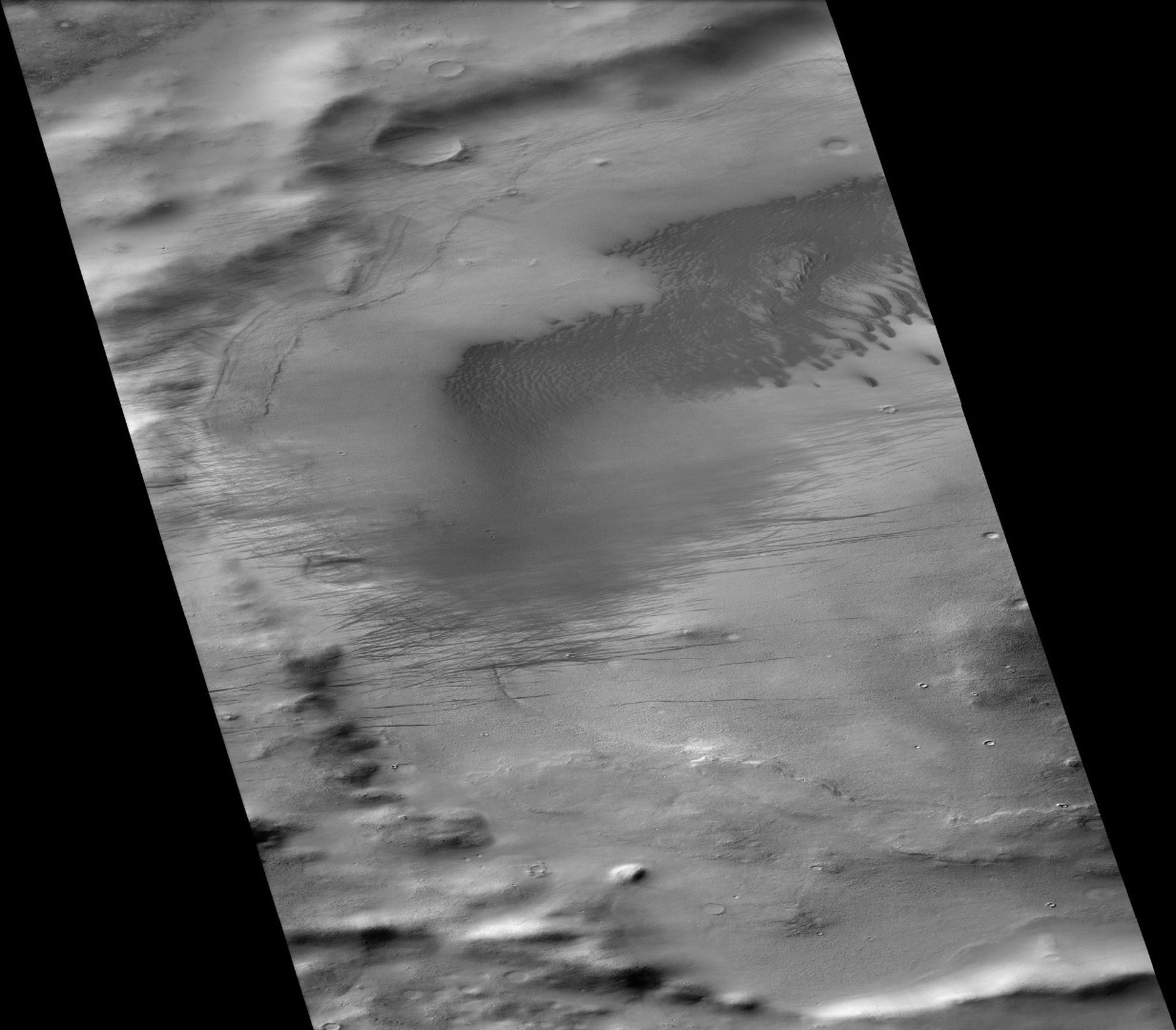
Biachini. Imagen CTX desde el Mars Reconnaissance Orbiter. Marcas de torbellino y dunas son visibles sobre el suelo.

Bianchini es un cráter situado en el cuadrángulo Thaumasia de Marte, ubicado a 64,2° de latitud sur y 95,4° de longitud oeste, dentro de Aonia Terra. Tiene 70,7 km de diámetro y fue nombrado en memoria de Francesco Bianchini, denominación aprobada en 1973 por el Grupo de Trabajo de la Unión Astronómica Internacional (UAI) para la Nomenclatura del Sistema Planetario (WGPSN).
Al sur de Bianchini están los cráteres Agassiz y Heaviside, al suroeste aparece el cráter Smith, y más al noroeste se halla el cráter Ross.
Al sur del borde del cráter se encuentra la Región Polar del Sur de Marte (cuadrángulo de Mare Australe), un área que recibe la luz diurna durante el verano 24 horas marcianas al día, y que permanece en la oscuridad durante el invierno. Más al sur del cráter se extiende el Argentea Planum.